# Ioamnet Quintero
Ioamnet Quintero Alvarez (Havana, 8 de setembro de 1972) é uma antiga atleta cubana, especialista em salto em altura, modalidade em que se sagrou campeã mundial em 1993.

## Carreira
Atleta dotada para o salto em altura, Quintero obteve o ceu primeiro êxito internacional com apenas 16 anos de idade, quando venceu os Campeonatos Pan-Americanos de Juniores em Santa Fé, no ano de 1989. Repeteria esse título, dois anos depois, na edição disputada em Kingston.
Em 1990 proclamou-se pela primeira vez campeã cubana. O seu primeiro título de sénior foi nos Jogos Pan-Americanos de 1991, realizados na capital dos seu país.
O reconhecimento internacional chegaria em 1992 quando, nos Jogos Olímpicos de Barcelona, alcançou a medalha de bronze. Poucas semanas depois, de novo em Havana, venceria a prova de salto em altura da quinta edição da Taça do Mundo, ao serviço da selecção das Américas.
No dia 21 de agosto de 1993 conseguiria o seu êxito mais importante ao proclamar-se em Estugarda campeã do mundo, graças a um salto de 1,99 m. A sua compatriota Silvia Costa obtinha a medalha de prata com 1,97 m, tendo ficado célebre o bailado de celebração das duas atletas cubanas. Nesse mesmo verão conseguiria fazer o melhor salto da sua carreira ao ar livre, com 2,00 m alcançados no Meeting do Mónaco.
A partir desse ano, a sua carreira começou a declinar, não conseguindo repetir as proezas até então alcançadas. Uma sére de lesões levou-a a estar ausente ou a ter prestações modestas nas principais competições que se realizaram até ao início do presente século.
Para além dos seus êxitos internacionais, Quintero proclamou-se por oito vezes campeã cubana de salto em altura: de 1990 a 1993, de 1995 a 1996 e ainda em 2000 e 2001.

## Resultados
| Ano  | Competição                          | Local                    | Posto | Marca |
| ---- | ----------------------------------- | ------------------------ | ----- | ----- |
| 1991 | Jogos Pan-Americanos                | Havana, Cuba             | 1ª    | 1.88  |
| 1992 | Jogos Olímpicos                     | Barcelona, Espanha       | 3ª    | 1.97  |
| 1992 | Taça do Mundo                       | Havana, Cuba             | 1ª    | 1.94  |
| 1993 | Campeonato Mundial de Pista Coberta | Toronto, Canadá          | 6ª    | 1.97  |
| 1993 | Campeonato do Mundo                 | Estugarda, Alemanha      | 1ª    | 1.99  |
| 1995 | Jogos Pan-Americanos                | Mar del Plata, Argentina | 1ª    | 1.94  |
| 1995 | Campeonato do Mundo                 | Gotemburgo, Suécia       | Elim. | 1.90  |
| 1996 | Jogos Olímpicos                     | Atlanta, EUA             | Elim. | 1.90  |
| 1997 | Campeonato Mundial de Pista Coberta | Paris, França            | 5ª    | 1.95  |